# 国際連合安全保障理事会決議478
国際連合安全保障理事会決議478は、1980年8月20日に採択された国際連合安全保障理事会決議である。
イスラエルによる東エルサレム併合の試みを非難する2つの総会決議に続いて決議された7つの安保理決議のうちの1つである。決議478では、イスラエルが安保理決議476を遵守していないことを指摘し、統一エルサレムをイスラエルの「不可分かつ永遠の」首都であると宣言したイスラエルのエルサレム基本法を国際法違反として非難している。この決議は、安保理がこの法律を認めないことを明記し、国連加盟国に安保理の決定を受け入れることを求め、さらに、国連加盟国に対して同市からの外交使節団の撤退を求めている。
この決議は、賛成14票、反対0票により可決された。アメリカ合衆国は採決を棄権した。

## 反応と批判
イスラエルはこの決議を明確に拒否し、イスラエル外務省は「エルサレムが主権国家イスラエルの首都であり、二度と引き裂かれることのない統一された都市であることを損なうものではない」という声明を発表した。
アメリカ合衆国国務長官エドマンド・マスキーは議会での発言の中で、「エルサレムの問題は、包括的で公正かつ永続的な中東和平のための交渉の中で扱われなければならない」と述べた。
本日の決議案は、中東問題に関する一連のバランスの取れていない非現実的な文章を生み出してきた先入観を象徴しています。この決議案は、エルサレムを神聖視する全ての宗教の目的を達成するものではありません。私たちは、古代都市エルサレムの未来について、全ての信仰を持つ人々が聖地を自由に訪れることができる、分割されていないエルサレムという共通のビジョンを持たなければなりません。
決議におけるエルサレムからの大使館移転に関する部分について、マスキーは、決議には「根本的な欠陥」があるとし、各国がエルサレムから在外公館を撤去するという指示には「拘束力がなく、効力がない」とアメリカは考えており、「他国に独裁しようとする破壊的な試みとして拒否する」と述べた。また、国際連合憲章第7章に基づいてイスラエルに制裁を加えようとする試みには、アメリカは強硬に抵抗すると述べた。
シュロモ・スロニムは、「マスキーの声明は、その強引な口調にもかかわらず、エルサレムに関するアメリカの立場を明確にしていない。エルサレムが被占領地であることには言及していないが、それを否定してもいない。1980年末時点でのアメリカのエルサレム政策は、かなり曖昧で混乱したものになっている」と指摘した。

## 違法行為に関する判断
この決議に含まれる決定は、国際慣習法の重大な違反とされるエルサレム基本法の違法性と、ジュネーブ条約の違反に関するものの2つである。国連機関の決定を分析・記録した出版物である"Repertory of Practice of United Nations Organs"によると、この決定は、国連憲章第5章第24条に基づいて、安全保障理事会が国連加盟国を代表して採択したものである。国連憲章第7章に基づいて採択されたものではないが、違法な状況に関する決定は全加盟国を拘束するものと考えられている。同書には、「第24条が安全保障理事会に一般的な権限を与えるかどうかという問題は、ナミビア問題に関連して1971年6月21日に出された国際司法裁判所の勧告的意見（ICJ Reports, 1971, page 16）により、議論の対象ではなくなった」と書かれている。
その後の国際司法裁判所の勧告的意見では、全ての国には、東エルサレムとその周辺の違法な状況を認めない義務があるという見解が示された。
エルサレムに大使館を置いていたほとんどの国は、この決議の採択後、大使館をテルアビブ、ラマト・ガン、ヘルツリーヤに移転した。2006年8月にコスタリカとエルサルバドルが撤退した後、2018年5月までエルサレムに大使館を置く国はなかった。2017年12月のアメリカ大統領のドナルド・トランプが駐イスラエルアメリカ大使館をエルサレムに置くことを発表し、2018年5月14日に大使館をテルアビブからエルサレムに移転した（エルサレムをイスラエルの首都とするアメリカ合衆国の承認）。